# Juaso (Region Centralny)
Juaso – miasto w dystrykcie Assin North, w regionie Centralnym, w Ghanie.